# Mikal Urheim
Mikal Andor Petter Kelok Urheim, född 17 maj 1932 i Hellmobotn i dåvarande Tysfjords kommun (nuvarande Hamarøy kommun) i Nordland fylke, död 29 maj 2020, var en norsksamisk lärare, författare och læstadiansk predikant. 
Mikal Urheim har varit en viktig person för att främja lulesamiska. Han satt  som lulesamisk representant i "Samisk utdanningsråd" i Norge och deltog i "Samerettsutvalget".
Urheim arbetade i mer än 50 år för att främja nationella och lokalpolitiska frågor av betydelse för samerna, särskilt inom frågor som hade med lulesamiska att göra. År 2012 mottog Urheim Kongens fortjenstmedalje i silver för sin samhällsnyttiga och livslånga insats för samiskt språk, kultur och samhällsliv. 
Han donerade 2017 sitt arkiv på 800 kilogram dokument och böcker till det lulesamiska kulturcentret Árran.